# Zaur Gouliyev
Pour les articles homonymes, voir Gouliyev.
Zaur Gouliyev (en azerbaïdjanais: Zaur Quliyev) est un officier de l'armée azerbaïdjanaise, capitaine au 1er rang des marines de la marine azerbaïdjanaise, qui fait partie des forces armées azerbaïdjanaises. Il avait participé à la guerre du Haut-Karabakh de 2020 et avait reçu le titre de héros de la guerre patriotique.

## Service militaire
Zaur Hikmat oglu Gouliyev sert actuellement dans le bataillon d'infanterie de marine des forces navales azerbaïdjanaises en tant que capitaine de 1er rang.
Pendant la guerre du Haut-Karabakh de 2020, Zaur Gouliyev et son escouade ont pris part à la campagne de la vallée d'Araxe et à l'offensive de Latchin. Dans ce dernier, Gouliyev a mené son équipe dans la bataille pour la ville de Gubadli et plusieurs villages du district de Gubadli. Le 26 octobre 2020, le président azerbaïdjanais, Ilham Aliyev, a félicité Zaur Gouliyev et son escouade pour leur activité militaire dans la ville de Gubadli et les villages environnants.
Le 10 décembre 2020, lors du défilé de la victoire à Bakou à l'occasion de la victoire azerbaïdjanaise dans la guerre, l'équipe de cérémonie des marines des forces navales azerbaïdjanaises, dirigée par Zaur Gouliyev, a également marché le long des autres formations militaires qui ont participé à la guerre.

## Prix
Gouliyev a reçu le Héros de la guerre patriotique le 9 décembre 2020, par décret du président de l'Azerbaïdjan, Ilham Aliyev
Gouliyev a reçu la médaille pour la libération de Jabrayil le 24 décembre 2020, par décret du président Aliyev.
Gouliyev a reçu la médaille pour la libération de Fizouli le 25 décembre 2020, par décret du président Aliyev.
Gouliyev a reçu la médaille pour la libération de Khojavend le 25 décembre 2020, par décret du président Aliyev.
Gouliyev a reçu la médaille pour la libération de Qubadli le 29 décembre 2020, par décret du président Aliyev.